# Печиці (Літія)
Печиці (словен. Pečice) — поселення в общині Літія, Осреднєсловенський регіон, Словенія. Висота над рівнем моря: 394,5 м.